# Namibian Defence Force

Flagge der namibischen Streitkräfte

Die Namibian Defence Force (NDF) sind die Streitkräfte der Republik Namibia. Sie sind dem namibischen Verteidigungsministerium beziehungsweise dem Staatspräsidenten Namibias unterstellt.
Die NDF wurde nach der Unabhängigkeit Namibias 1990 gegründet. Die Verfassung Namibias (Kapitel 15) legt die Grundzüge der NDF als „Verteidiger des Territoriums und der nationalen Interessen“ fest. Die Streitkräfte sind somit im In- und Ausland rechtlich einsetzbar.
Die Hauptaufgabe ist die Sicherung der Souveränität und der territorialen Unabhängigkeit Namibias durch Schutz gegen ausländische Angreifer. Zudem kann die NDF zur Unterstützung von zivilen Aufgaben eingesetzt werden, zum Beispiel im Falle von Naturkatastrophen aber auch zum Schutz von Regierungsgebäuden. Detailliert sind die Aufgaben im Defence Amendment Act, 1990 festgelegt.
Die NDF mit ihren Teilstreitkräften ist zudem fester Bestandteil der Bereitschaftstruppe (englisch Standby Force) der Entwicklungsgemeinschaft des Südlichen Afrika.

## Geschichte
Die Namibian Defence Force ging aus den unterschiedlichen militärischen und paramilitärischen Zusammenschlüssen des 23-jährigen Befreiungskampfes hervor. Hierzu zählten die People’s Liberation Army of Namibia (PLAN; Volksbefreiungsarmee) und South West African Territorial Force (SWATF; Südwestafrikanische Territoriumskräfte). Die Briten begannen nach der Unabhängigkeit Namibias mit der Ausbildung der NDF zusammen mit den kenianischen UNTAG-Truppen.
Seit 1992 empfängt Namibia auch Hilfe aus Deutschland und wurde in dem Zuge auch in das Ausstattungshilfeprogramms für ausländische Streitkräfte aufgenommen.

## Teilstreitkräfte
Die Namibian Defence Force ist in die Teilstreitkräfte
- Heer
- Luftwaffe und
- Marine

untergliedert.

### Heer
Das Heer (englisch Namibian Army) bildet die bei weitem größte Teilstreitkraft der NDF. Es verfügt (Stand: 2001) über Panzer T-55, Schützenpanzer der Modelle BRDM-2, BTR-60, Casspir, Wolf Turbo, Artillerie ZiS-3, G2 und BM-21 sowie Sturmgewehre des Modells AK-47.

### Luftwaffe
Die namibische Luftwaffe (englisch Namibian Air Force) ist die zweitgrößte Teilstreitkraft der NDF, jedoch insgesamt was Ausstattungszahl und Personal angeht sehr klein. Sie wurde am 13. März 2005 formal gegründet.

### Marine
Die Namibische Marine (englisch Namibian Navy) sind Namibias Streitkräfte zur See. Sie wurden formal 2004 gegründet, jedoch schon seit 1994 als eigene Einheit verwaltet (Namibian Defence Force Maritime Wing). Sie ist eine Teilstreitkraft der Namibian Defence Force.

## Auslandseinsätze
Die NDF hat Truppen im Rahmen von Missionen der Vereinten Nationen nach unter anderem Sudan (UNMISS) und Südsudan (UNAMID und UNISFA) entsendet. Zudem hatte Namibia Soldaten in Liberia, Äthiopien, Elfenbeinküste und Eritrea stationiert, Kampftruppen welche bis 2001 in der Demokratischen Republik Kongo aktiv waren, wurden jedoch auf internationalen Druck abgezogen.

## Ausbildung
Die Ausbildung findet an diversen Einrichtungen in Namibia, teilweise mit ausländischer Unterstützung, zum Beispiel durch die Beratergruppe der Bundeswehr, statt. Der Schwerpunkt der Deutschen Hilfe liegt im Bereich Fahrzeuge. So hat man in Luiperdsvalley am Südrand von Windhoek Mechaniker von der Bundeswehr ausbilden lassen. Um die Ausbildung von der NDF selbständig durchzuführen, hat man ein Ausbildungszentrum an der Militärschule in Okahandja gebaut. Des Weiteren wurde eine Fahrschule am Osona-Stützpunkt aufgebaut.
Ausbildungseinrichtungen
- Militärschule Okahandja (englisch Military School Okahandja): Grundlegende Aus- und Fortbildung aller Soldaten, unter anderem auf dem Osona-Stützpunkt; 1979 als SWA Military School gegründet
- Armee-Kriegsschule (englisch Army Battle School)
- Technische Schule der Armee (englisch Army Technical Training Centre)
- Schule für Militärwissenschaften (englisch School of Military Science)
- Führungsakademie (englisch Namibia Command and Staff College)
- Luftwaffenschule für Luftwaffenangelegenheiten (englisch Air Force School of Air Power Studies)
- Marinetrainingsschule (englisch Naval Training School)
- Führungsunterstützungsschule (englisch School of Signals)